# Eugène Guillemin
Pour les articles homonymes, voir Guillemin.
Eugène Guillemin, né le 5 juin 1823 à Pierre-de-Bresse et mort à Paris le 13 avril 1893, était ingénieur et journaliste scientifique français.

## Biographie
Frère de Amédée Guillemin, il fit ses études à Beaune en même temps que lui. Reçu à Saint-Cyr en 1842, il en sortit  en 1844 avec les épaulette de sous-lieutenant et fit ses premières armes en Algérie.
Il revint vite en Europe pour devenir ingénieur des chemins de fer en construction en Suisse.
Il rentra en France en 1860 pour s'occuper de cartographie et collaborer à La Nature.

### Articles de la revueLa Naturesignés Eugène Guillemin
- Les cartes du dépôt de la guerre. -- Carte de l'état-major. -- Carte du nivellement général de la France (No 8 - 26 juillet 1873)
- Les récents modèles d'armes à feu de l'infanterie (No 55 - 20 juin 1874)
- Congrès international des sciences géographiques : l'Exposition des Tuileries. (No 117 - 18 août 1875 et No 123 - 9 octobre 1875)
- Carte du relief de l'Algérie et de la Tunisie dressée par M. E. Guillemin (No 777 - 21 avril 1888)
- Carte d'Alsace-Lorraine dressée par M. E. Guillemin (No 875 - 8 mars 1890)

### Articles de la revueLa Naturetraitant des travaux de Eugène Guillemin
- Carte du relief de la France, dressée par Eug. Guillemin, d'après la carte de l'État-major (Gaston Tissandier) (No 501 - 6 janvier 1883)
- Carte murale de la France de MM. Eug. Guillemin et J. B. Paquier, Gaston Tissandier (No 576 - 14 juin 1884)

## Sources
- La Nature no 1039 du 29 avril 1893.